# 莫斯奧·達盧斯
莫斯奧·哥利亞·達盧斯（Mauricio Correa Da Luz，1987年5月7日—），生於巴西阿雷格里港，巴西足球運動員，司職中堅，現效力港甲球會公民。

## 球員生涯
莫斯奧生於巴西阿雷格里港，於2012年7月來港加盟當時在甲組角逐的球會屯門，到2014年7月轉會港超聯地區球會黃大仙，
到2015年7月轉會港超聯球會標準流浪，可是他於季初對香港飛馬的聯賽便因右腳腳趾骨折要養傷至2017年1月，可是他復出後在2月18日與日本球會FC琉球的友賽，因侵犯對方球員領紅出場導致流浪要以10人應戰，最終以2–3落敗，其後他又於2月21日對前球會黃大仙的護級戰，射入奠勝球協助流浪以2–1勝出，
不過在他於2月28日作客傑志的聯賽，先在16分鐘禁區內侵犯對手遭球證出示黃牌警告兼判罰12碼，而他雖然將功補過於70分鐘射入追成平手，惟他慶祝時將球衣笠過頭並展示印有愛兒照片的內衣慶祝，最終遭球證出示多1面黃牌被逐，結果流浪以1–2僅敗，而賽後莫斯奧被球會總監李輝立點名責罵，直到球季尾莫斯奧與另外二名巴西外援因表現未如理想遭提前解約，
直到2018年1月，標準流浪為護級決定聯絡莫斯奧回港代替已被東方龍獅收回的中堅基頓。並在2月25日對陽光元朗的聯賽，於84分鐘取得加盟後的首個入球，可惜結果流浪以1–2落敗，結果流浪在2018年4月22日主場不敵R&F富力後，宣告護級失敗。

## 球場以外
莫斯奧曾在德國權威足球轉會網站《轉會市場》中，達32.5萬歐元為港超聯市場價值最高的後衛球員，他於2016年中離開香港後返回祖國巴西進修，並於2017年12月在巴西路德大學畢業獲體育學士學位，而雖然他過往1年半雖沒有參與巴西聯賽但就仍有參與大學聯賽。

## 外部連結
- 香港足球總會網頁球員註冊資料